# 盲點偵測系統

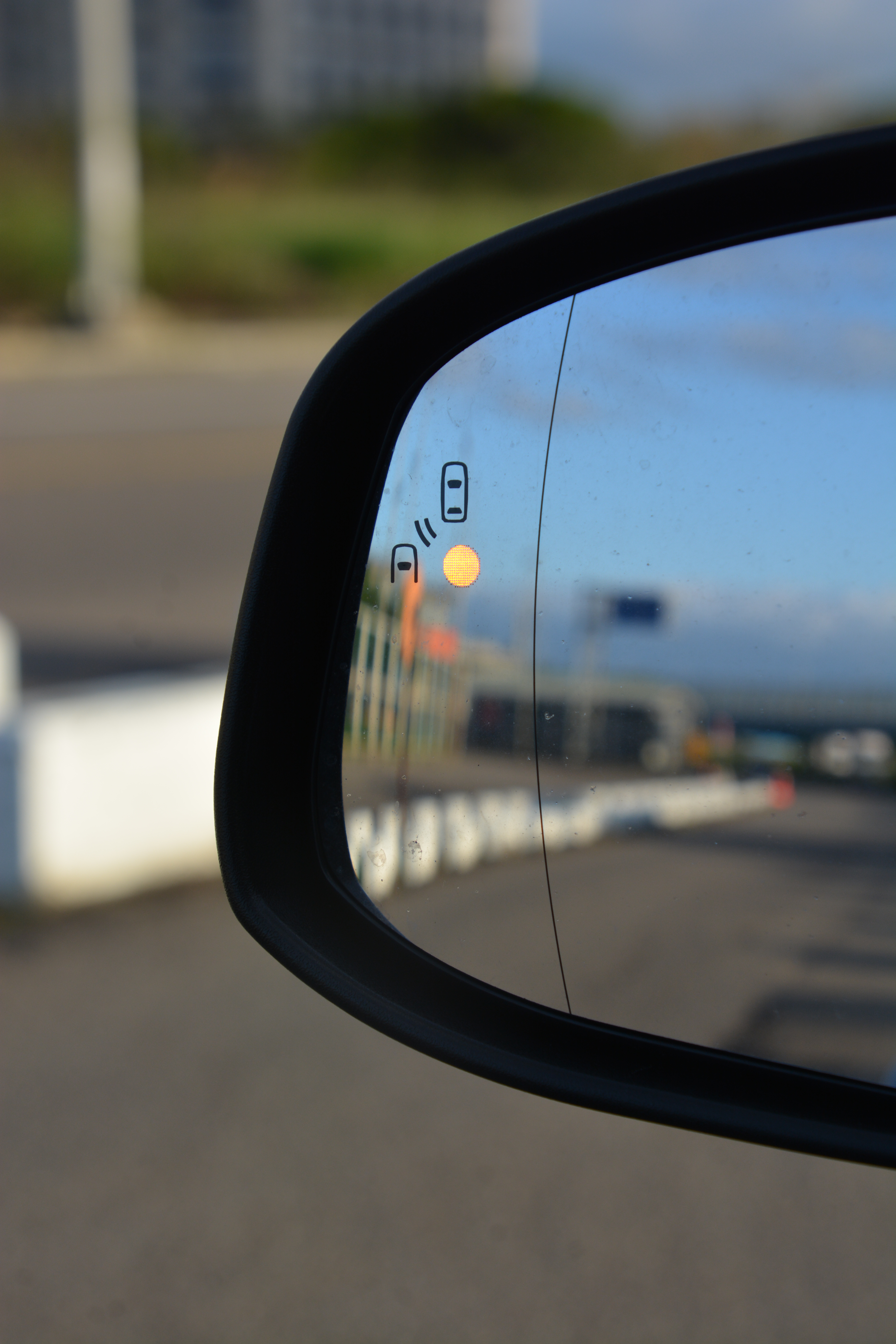
2016年福特Focus 1.5T的盲點偵測系統照後鏡指示燈

盲點偵測系統（英語：Blind Spot Monitoring 〔BSM〕或Blind Spot Detection 〔BSD〕）乃是藉由安裝在汽車上的感應器偵測車身周遭的物體，警告方式包含視覺、聽覺、震動或體感。依據各家車廠不同的稱呼，尚有盲點輔助系統（Blind Spot Assist System，BSA）、盲點資訊系統（Blind Spot Information System，BLIS）、盲點警告系統（Blind Spot Warning System，BSW）等名稱。

## 發展歷史與現況
1995年工程師喬治·普拉策（George Platzer）向美國汽車工程師協會（Society of Automotive Engineers，SAE）提出一份技術報告，藉由調整中間及雙側後照鏡的方式來減少駕駛人的視覺盲點區。普拉策繼續研究這項技術，並發展出具有專利的「盲點區視鏡（BlindZoneMirror™）」，也就是在車側後視鏡加裝可看清盲點區狀況的輔助曲面鏡。後來這項專利獲得美國福特汽車的採納，陸續安裝在福特Fusion Hybrid等車款上。
瑞典富豪汽車最先發展出BLIS盲點偵測系統（Blind Spot Information System之縮寫），並於2007年裝載於第二代富豪S80。這套BLIS系統是透過裝在後視鏡下方的攝影鏡頭取得車側後方的影像，再以影像辨識技術來判別後方汽車或機車，而且時速超過40mph才能作用。但是這套系統也有先天上的限制，像是濃霧、下雨等視線不佳的天氣，系統可能會出現誤判。由於富豪汽車當時隸屬於福特汽車，同集團的林肯汽車、水星汽車等諸多車款也有此套系統，譬如2010年式的第一代福特Fusion與福特Fusion Hybrid、林肯MKZ等車款。
馬自達則是日系車廠中第一個提出此套系統，第一代馬自達CX-9在2008年小改款時高階車型上配置了BSM盲點偵測系統，直到2013年才改成全車系標準配備。2015年8月三菱汽車北美分公司則宣佈，2016年式的第四代三菱Montero Sport（即日規版Pajero）將BSW系統納入標準配備。

## 分類
現行盲點偵測系統的主要技術大致上分為影像及雷達兩種，而後者又可分為24GHz及77GHz二種短波雷達頻譜技術。
- 影像：瑞典富豪汽車、臺灣財團法人車輛研究測試中心[7]、工業技術研究院[8]等皆是採用影像式技術，在車側後視鏡和車尾裝設鏡頭，以影像方式監控車側後方來車。不過此技術的缺點在於萬一天候不佳，出現濃霧或雨天則容易誤判；此外夜視技術亦是另一個課題。
- 雷達：可分為24GHz及77GHz二種短波雷達頻譜，將雷達感測器安裝於車側或後保桿，可發出微波偵測車側或車尾之來車。相較於影像技術，比較不受氣候之影響。由於微波不依賴空氣傳送，因此微波的偵測能力和汽車行進速度沒有關聯性。

## 內部連結
- 汽車防撞系統
- 車道偏離警示

## 外部連結
- （英文）Consumber Reports: The danger of blind zones （页面存档备份，存于）